# Umasvati
Umāsvāti appelé aussi Swami Uma est un penseur du jaïnisme, du IIe siècle apr. J.-C. ; certains le placent au Ve siècle ; il serait né pour certains en l'an 240. Umasvati est reconnu par les grandes branches du jaïnisme la communauté Digambara tout comme la communauté Shvetambara. 
Swami Uma serait issu d'une lignée de brâhmane  et l'un de ses autres noms serait Griddhapiccha : « Celui qui écrivait avec une plume de vautour »

## Œuvre
Il a enrichi la bibliothèque jaïne en écrivant le premier grand texte sanskrit de cette religion : le Tattvartha Sutra appelé aussi Tattvarthadigama Sutra, qui peut se traduire par Manuel pour comprendre la réalité. 
Ce sutra est un texte majeur du jaïnisme qui explique ses croyances, ses principes. Il a été traduit en de nombreuses langues, orientales comme occidentales. Umasvati a d'ailleurs reçu le titre d'acarya c'est-à-dire de maître du jaïnisme.
Il a écrit un autre livre intitulé Prasamarati, qui donne à qui cherche la paix des conseils pour se libérer du karma.